# Жайнаков, Даурен Бакытбекович
Даурен Бакытбекович Жайнаков (каз. Дәурен Бақытбеқұлы Жайнақов) — казахстанский самбист, чемпион мира.
Мастер спорта Республики Казахстан международного класса.

## Карьера
На чемпионате мира 2009 года в Салониках победил в категории до 57 кг.
Даурен Жайнаков — бронзовый (2013) призер Кубка мира по самбо.
Окончил магистратуру КазНТУ.
В настоящее время — старший тренер сборной Алматы среди юниоров и юниорок.А также тренер по дзюдо в зале ЦСКА Алматы и Aquldy bala(в коксае)

## Семья
Женат, имеет двух дочерей.